# Paolo Gillet
Paolo Gillet (ur. 8 lipca 1929 w Rzymie) – włoski duchowny rzymskokatolicki, w latach 1994–2005 biskup pomocniczy Albano.

## Życiorys
Święcenia kapłańskie przyjął 19 września 1953. 7 grudnia 1993 został mianowany biskupem pomocniczym Albano ze stolicą tytularną Germa in Galatia. Sakrę biskupią otrzymał 6 stycznia 1994. 22 lutego 2005 przeszedł na emeryturę.